# 아름답지 않은 마음
아름답지 않은 마음(팔리어: asobhanacittāni 아소-바나 찟따-니, asobhaṇa citta 아소-바나 찟따, 영어: non-beautiful consciousness)은 특히 상좌부의 교학과 아비담마에서 사용하는 용어로, 욕계 · 색계 · 무색계 · 출세간에 속한  총 89가지 마음 또는 121가지 마음 가운데 무탐 · 무진 · 무치의 3선근 전부와 함께하지 않는 다음의 2종류의 총 30가지의 마음을 말한다.
- 욕계 마음의 해로운 마음  12가지
- 욕계 마음의 원인 없는 마음 18가지

아릅답지 않다는 것은 무탐 · 무진 · 무치의 3선근이 없다는 뜻으로,
아름답지 않은 마음 중 해로운 마음은 탐 · 진 · 치의 3불선근과 함께하는 마음이고, 원인 없는 마음은, 그 자체로서는, 원인 즉 뿌리 즉 3선근과도 3불선근과도 함께하지 않는 무기(無記)의 마음이다.  아름답지 않은 마음은 욕계에만 있다. 아름답지 않은 마음을 제외한 다른 모든 마음은 아름다운 마음이다.
아름답지 않은 마음은 다음의 분류 또는 체계에 속한다.
- 욕계 · 색계 · 무색계 · 출세간에 속한 총 89가지 마음 또는 총 121가지 마음
  - 욕계 마음 54가지
    - 욕계의 해로운 마음 12가지 一 누적 12가지
      - 탐욕에 뿌리박은 마음 8가지
      - 성냄에 뿌리박은 마음 2가지
      - 어리석음에 뿌리박은 마음 2가지

    - 욕계의 원인 없는 마음 18가지 一 누적 30가지
      - 해로운 과보의 마음 7가지
      - 원인 없는 유익한 과보의 마음 8가지
      - 원인 없는 작용만 하는 마음 3가지

    - 욕계 아름다운 마음 24가지

  - 색계 마음 15가지
  - 무색계 마음 12가지
  - 출세간의 마음 8가지 또는 40가지

## 같이 보기
- 아름다운 마음
- 유익한 마음
- 해로운 마음
- 과보의 마음